# Ya d’ar brezhoneg
Ya d’ar brezhoneg (deutsch Ja zum Bretonischen) ist eine Kampagne des Ofis publik ar Brezhoneg, um den Gebrauch und die Verbreitung der bretonischen Sprache zu fördern.
Die Kampagne gliedert sich in zwei Teile: die Vereinbarung (accord) für Unternehmen und Körperschaften sowie die Charta (charte) für Gemeinden und Gemeindeverbände. Das Prinzip besteht darin, die bretonische Sprache mit zumeist einfachen Maßnahmen in die eigene alltägliche Tätigkeit zu integrieren.

## Geschichte
Die Kampagne wurde am 5. Oktober 2001 in Carhaix feierlich gestartet, als die ersten 178 Privatunternehmen eine Vereinbarung unterzeichneten. Im Jahr 2004 wurde die Kampagne mit der Charta auf Gemeinden ausgeweitet, im Jahr 2006 auf Gemeindeverbände.
Bis April 2018 haben 765 Privatunternehmen aus verschiedenen Branchen die Vereinbarung unterzeichnet. Gleichzeitig haben 199 Gemeinden und 14 Gemeindeverbände die Charta angenommen.

Karte der Gemeinden in Finistère, welche die Charta unterzeichnet haben (Stand 2011):
Dunkelrot: Stufe 1
Orange: Stufe 2
Gelb: Stufe 3
Dunkelgrün: Stufe 4
Violett: Durch Gemeindeverbände gebundene Gemeinden

## Charta
Die Charta umfasst 40 Maßnahmen bzw. Kriterien, von denen eine Gemeinde oder ein Gemeindeverband – je nach Stufe – zwischen fünf und 30 umsetzen oder erfüllen muss.
1. Aufstellen zweisprachiger Ortsschilder mit identischem Schrifttyp gleicher Größe
2. zweisprachige Einladungen zu von der Gemeinde organisierten kulturellen Veranstaltungen
3. zweisprachiger Anrufbeantworter in der Gemeinde
4. Aufstellen zweisprachiger Straßenschilder auf sämtlichen Straßen
5. Verwendung eines zweisprachigen Gemeindelogos
6. Bewerben der Vereinbarung (accord) Ya d’ar Brezhoneg bei örtlichen Unternehmen und Körperschaften durch die Gemeinde
7. zweisprachige Formulare für häufigste Verwaltungsvorgänge (Hochzeit, Geburt, Todesfälle usw.)
8. langfristige Festlegung der Maßnahme mithilfe des Ofis publik ar Brezhoneg, welches für die Nachverfolgung sorgt
9. zweisprachige Beschilderung am und im Rathaus
10. zweisprachige Beschilderung an den anderen kommunalen Gebäuden
11. Aufstellen zweisprachiger Verkehrszeichen
12. Untersuchung der Gemeinde zur gewünschten zweisprachigen Ausbildung bei Eltern schulpflichtiger Kinder
13. finanzielle oder technische Unterstützung bei der Einrichtung oder Entwicklung der zweisprachigen Schulausbildung in der Gemeinde
14. zweisprachige Website der Gemeinde
15. zweisprachige Visitenkarten für Gemeindevertreter
16. zweisprachiger Briefkopf
17. zweisprachiges Editorial des Amtsblatts
18. zweisprachige Einladungen für von der Gemeinde organisierte nicht-kulturelle Veranstaltungen
19. zweisprachige Beschreibung des örtlichen Kulturerbes
20. Beteiligung der Gemeinde an der Kampagne des Ofis publik ar Brezhoneg für die Förderung von Bretonischkursen für Erwachsene
21. zweisprachige Beschriftung der kommunalen Geräte und Fahrzeuge
22. Einräumen der Möglichkeit einer zweisprachigen Hochzeitszeremonie und entsprechende Mitteilung an die Öffentlichkeit
23. Beauftragen einer toponymischen Untersuchung durch das Ofis publik ar Brezhoneg, um eine Beschilderung einzurichten, die das linguistische Erbe der Gemeinde würdigt
24. Untersuchung der Gemeinde zu den Bretonischkenntnissen
25. Finanzierung der freiwilligen beruflichen Weiterbildung zum Erlernen oder Perfektionieren des Bretonischen für die Gemeindeamitarbeiter
26. Begrüßung in den kommunalen Einrichtungen möglich und klar gekennzeichnet
27. Finanzhilfen für Unternehmen, die sich für echte Zweisprachigkeit entscheiden
28. systematische zweisprachige Beschilderung
29. Einrichtung eines Bestands von bretonischen Büchern in der kommunalen Bibliothek, der regelmäßig mit neuen Veröffentlichungen erweitert wird
30. Aufstellen zweisprachiger Straßenschilder für erneuerte oder neu geschaffene Wege und Straßen
31. finanzielle oder technische Unterstützung bei der Einrichtung einer bretonischsprachigen Kinderkrippe in der Gemeinde oder auf gemeindeübergreifender Ebene
32. finanzielle oder technische Unterstützung bei der Einführung des Bretonischen in den Schulen der Gemeinde
33. finanzielle oder technische Unterstützung bei Einrichtung eines bretonischsprachigen Freizeitzentrums
34. Berücksichtigung der Sprachkenntnisse bei Einstellungen
35. zweisprachige Einleitung offizieller Reden
36. Vereinbarungen mit benachbarten Gemeinden, um die Einschulung von Kindern in zweisprachigen Klassen zu ermöglichen
37. jährliche Planung der Aufführungen und Veranstaltungen in bretonischer Sprache im kommunalen Kulturzentrum
38. zweisprachige elektronische Hinweisschilder
39. Erfassung der bretonischen Sprache bei demografischen Untersuchungen, um die langfristige Sprachpolitik der Gemeinde zu bewerten
40. Integration und klarer Hinweis auf Zweisprachigkeit in den Lastenheften neuer kommunaler Projekte

## Stufen
Mit der Stufe 1 muss die Gemeinde mindestens fünf Maßnahmen umsetzen. Dabei ist Punkt 1 obligatorisch, die anderen Maßnahmen können frei gewählt werden. Für Stufe 2 sind mindestens zehn Maßnahmen umzusetzen. Die Punkte 1 bis 3 obligatorisch, die anderen sieben Maßnahmen stehen zur freien Wahl.
Die dritte Stufe verlangt fünfzehn erfüllte Kriterien, zu denen die Maßnahmen 1 bis 8 gehören müssen. Mit der höchsten und vierten Stufe sind dreißig Kriterien einzuhalten. Dabei sind die Maßnahmen 1 bis 13 und 29 bis 35 obligatorisch.
Im Juni 2017 waren 14 Gemeinden nach Stufe 3 zertifiziert: Cavan, Hennebont, Landerneau, Langonnet, Plescop, Plestin-les-Grèves, Plouaret, Plounévez-Moëdec, Pluguffan, Pont-l’Abbé, Quéven, Quimperlé, Trédrez-Locquémeau und Trégastel.
Zudem ist eine Gemeinde (Carhaix-Plouguer) nach Stufe 4 zertifiziert.